# Qualificazioni al campionato mondiale di calcio 2022 - CAF - Terza fase

## Formula
La terza fase prevede cinque incontri di andata e ritorno a eliminazione diretta, a cui partecipano le dieci nazionali africane vincitrici della seconda fase. Le squadre sono state quindi divise in due urne tramite il ranking FIFA di novembre 2021.
Le vincenti delle cinque sfide si qualificano al Mondiale.
| Urna 1       | Urna 2            |
| ------------ | ----------------- |
| Senegal (20) | Egitto (45)       |
| Marocco (28) | Camerun (50)      |
| Tunisia (29) | Ghana (52)        |
| Algeria (32) | Mali (53)         |
| Nigeria (36) | RD del Congo (64) |

## Partite

### Risultati
| Squadra 1    | Totale          | Squadra 2 | Andata | Ritorno     |
| ------------ | --------------- | --------- | ------ | ----------- |
| Egitto       | 1 - 1 (1-3 dtr) | Senegal   | 1 - 0  | 0 - 1 (dts) |
| Camerun      | 2 - 2           | Algeria   | 0 - 1  | 2 - 1 (dts) |
| Ghana        | 1 - 1           | Nigeria   | 0 - 0  | 1 - 1       |
| RD del Congo | 2 - 5           | Marocco   | 1 - 1  | 1 - 4       |
| Mali         | 0 - 1           | Tunisia   | 0 - 1  | 0 - 0       |

### Andata
| Arbitro: | Ndala Ngambo |

|                |           |  |
| Ciss 4’ (aut.) | Marcatori |  |

| Arbitro: | Joshua Bondo |

|  |           |             |
|  | Marcatori | 40’ Slimani |

| Cape Coast 25 marzo 2022, ore 19:30 UTC+0 | Ghana          | 0 – 0 referto | Nigeria | Stadio Cape Coast Sports\| Arbitro: \| Redouane Jiyed \| |
| Arbitro:                                  | Redouane Jiyed |               |         |                                                          |

| Arbitro: | Victor Gomes |

|           |           |                |
| Wissa 12’ | Marcatori | 76’ Tissoudali |

| Arbitro: | Bamlak Tessema Weyesa |

|  |           |                    |
|  | Marcatori | 36’ (aut.) Sissako |

### Ritorno
| Arbitro: | Mustapha Ghorbal |

|                                |                      |                               |
| Dia 3’                         | Marcatori            |                               |
| Koulibaly Ciss Sarr Dieng Mané | Tiri di rigore 3 – 1 | Salah Sayed El-Soleya Mohamed |

| Arbitro: | Bakary Gassama |

|            |           |                                      |
| Touba 118’ | Marcatori | 22’ Choupo-Moting 120+4’ Toko Ekambi |

| Arbitro: | Sadok Selmi |

|                  |           |            |
| Troost-Ekong 22’ | Marcatori | 10’ Partey |

| Arbitro: | Pacifique Ndabihawenimana |

|                                             |           |             |
| Ounahi 21’, 54’ Tissoudali 45+7’ Hakimi 69’ | Marcatori | 77’ Malango |

| Radès 29 marzo 2022, ore 20:30 UTC+1 | Tunisia         | 0 – 0 referto | Mali | Stadio Hammadi Agrebi\| Arbitro: \| Maguette Ndiaye \| |
| Arbitro:                             | Maguette Ndiaye |               |      |                                                        |